# Лефебюр, Эжен
Эжен Лефебюр (фр. Eugène Lefébure; 11 ноября 1838, Прунуа (Йонна) — 9 апреля 1908, Алжир) — французский египтолог.

## Биография
Вначале Лефебюр работал на почте. После безвременной смерти супруги он увлёкся египтологией, учился у Франсуа Шаба. С 1879 года проходил обучение в Лионе, а с 1880 начал работу во Французском Институте Восточной Археологии в Каире. В 1881 году Лефебюр возглавил этот институт. Спустя два года ему предстояло по поручению Огюста Мириета составить карту Долины царей. Лефебюр нанёс на карту гробницы Сети I (KV17) и Рамсеса IV (KV2) и зарисовал планы гробниц KV26, KV27, KV28, KV29, KV37, KV40, KV59, WV24 и WV25. С 1885 по 1889 год из печати вышел его четырёхтомный труд «Les Hypogées royaux de Thèbes».
По состоянию здоровья Лефебюр вернулся в 1883 году в Лион и в 1885 году занял место Эжена Гребо в Школе Лувра. Вскорости он занял пост преподавателя в университете Алжира, где прожил до смерти.
Лефебюр был близким другом Стефана Малларме.

## Труды
- Traduction comparée des hymnes au soleil (1868)
- Le mythe osirien (1875),
- Le papyrus funéraire de Soutimès d’après un exemplaire hiéroglyphique du Livre des morts appartenant à la Bibliothè que nationale reproduit (1877)
- Les Hypogées royaux de Thèbes (1885—1889)
- L’oeuf dans la religion Egyptienne (1887),
- Rites égyptiens: construction et protection des édifices (1890)
- Etude sur Abydos (1893)